# Теохар Михайлов
Теохар Михайлов или Попмихайлов (изписване до 1945 година: Теохаръ попъ Михайловъ) е български общественик и революционер, деец на Вътрешната македоно-одринска революционна организация.

## Биография
Теохар Михайлов е роден през 1869 година в град Крушево, тогава в Османската империя. Завършва образованието си в Цариград, след което работи в пощата в родния си град. Междувременно се присъединява към ВМОРО и през 1903 година участва в подготовката на Илинденско-Преображенското въстание. След погрома на въстанието се установява с майка си в София. Осъден е задочно на 101 години затвор от турския съд.
През 1938 година е избран за съветник на Крушевското благотворително братство.
Включва се в дейността на Илинденската организация. Умира през 1940 година и е погребан в Централните софийски гробища.
Негов внук е професор Божидар Манов.